# Croix de l'Ormeteau-Marie
La croix de l'Ormeteau-Marie (ou croix de l'Ormeteau-Sainte-Marie) est une croix de chemin de Théméricourt, dans le département du Val-d'Oise en France.

## Description
La croix est située dans le centre de Théméricourt, plaquée contre le mur sud de l'église Notre-Dame. Il s'agit d'une croix en pierre monolithique, de petite dimension. C'est une croix pattée : elle possède quatre courtes branches de longueur égale, aux extrémités très élargies ; la branche supérieure est fortement abîmée. Une deuxième croix, formée de deux traits, est gravée en son milieu. La croix repose sur un petit fût grossièrement cylindrique.

## Historique
Les croix pattées sont considérées comme emblématiques du Vexin français, bien qu'il n'en subsiste plus que 17 ou 18 sur le territoire de cette région. La croix de l'Ormeteau-Marie date du XIIe ou XIIIe siècle. Elle est située à l'origine en plein champ, à l'est du village ; ce lieu-dit, dont elle porte le nom, correspond au carrefour des actuelles routes départementales 14 et 51, et figure toujours sur les cartes sous le nom d'Orme Marie. Dès le XVIIIe siècle, la croix est ramenée au village et placée contre le mur sud de la nef de l'église.
La croix est classée au titre des monuments historiques le 21 avril 1938.